# Kap Valdivia
Kap Valdivia är den nordligaste punkten på Bouvetön (Norge). Udden ligger i centrum för öns norra kust, norr om Olavtoppen som är öns högsta punkt. I väster ligger Kap Circoncision varifrån Kap Valdivia är åtskilda med en fem kilometer lång kuststräcka, Morgensteirnkusten. Udden har fått sitt namn från den tyska expeditionen 1898.